# NGC 4875
NGC 4875 est une galaxie lenticulaire située dans la constellation de la Chevelure de Bérénice. Sa vitesse par rapport au fond diffus cosmologique est de 8 276 ± 19 km/s, ce qui correspond à une distance de Hubble de 122,1 ± 8,6 Mpc (∼398 millions d'al). NGC 4875 a été découverte par l'astronome français Guillaume Bigourdan en 1885.

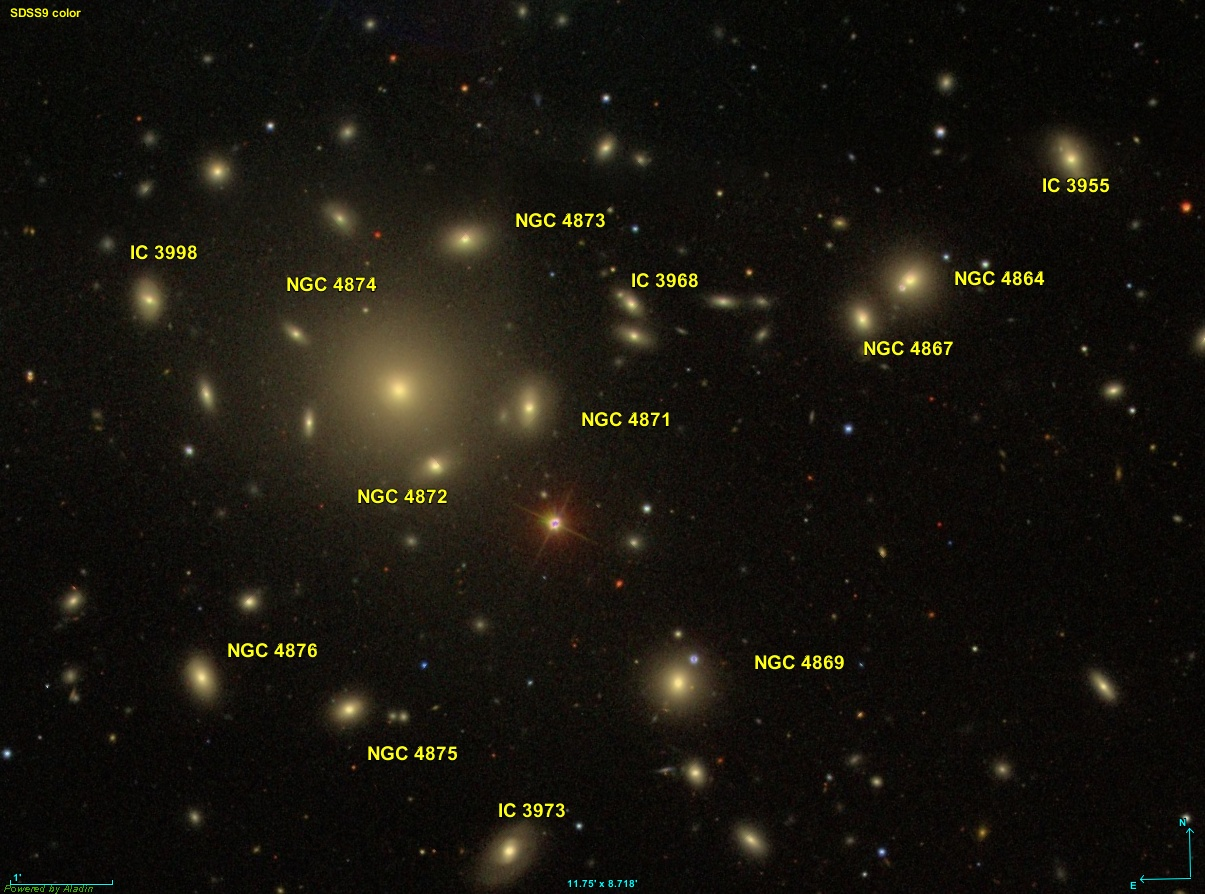
De nombreuses galaxies se trouvent dans la même région de la sphère céleste que NGC 4875, mais selon les sources consultées peu d'entre elles font partie d'un groupe de galaxies. Elles sont cependant à l'intérieur de l'amas de la Chevelure de Bérénice.

À de jour, deux mesures non basées sur le décalage vers le rouge (redshift) donnent une distance de 111,000 ± 5,657 Mpc (∼362 millions d'al), ce qui est à l'intérieur des valeurs de la distance de Hubble.
La désignation DRCG 27-104 est utilisée par Wolfgang Steinicke pour indiquer que cette galaxie figure au catalogue des amas galactiques d'Alan Dressler. Les nombres 27 et 104 indiquent respectivement que c'est le 27e amas de la liste, soit Abell 1656 (l'amas de la Chevelure de Bérénice), et la 104e galaxie de cet amas. Cette même galaxie est aussi désignée par ABELL 1656:[D80] 104 par la base de données NASA/IPAC, ce qui est équivalent. Dressler indique que NGC 4875 est une galaxie lenticulaire de type E/S0.